# Sanctuaire Notre-Dame-du-Perpétuel-Secours de Port-au-Prince
Pour les articles homonymes, voir sanctuaire Notre-Dame-du-Perpétuel-Secours.
Le sanctuaire Notre-Dame-du-Perpétuel-Secours est une ancienne église située dans le quartier de Bel Air (en) à Port-au-Prince, capitale de Haïti. Elle a été détruite lors des séismes de 2010, et est remplacée par une chapelle temporaire. L’Église catholique la rattache à l’archidiocèse de Port-au-Prince, et la Conférence épiscopale d’Haïti l’a désigné[Quand ?] sanctuaire national,.